# HK Mogo
HK Mogo – łotewski klub hokeja na lodzie z siedzibą w Piņķi.

## Sukcesy
- Złoty medal mistrzostw Łotwy: 2015, 2019
- Srebrny medal mistrzostw Łotwy: 2017
- Brązowy medal mistrzostw Łotwy: 2022